# رینو سویانن
رینو سویانن (فنلاندی: Reino Suojanen; ۳ سپتامبر ۱۹۲۵ – ۸ مارس ۲۰۱۶) بازیکن فوتبال اهل فنلاند بود.
وی همچنین در تیم ملی فوتبال فنلاند بازی کرده‌است.